# 陳德孚
陳德孚，浙江人，清朝政治人物。
乾隆四十九年二月，擔任清朝廣東省潮州府豐順縣知縣。后由李明雋接任。